# Картапа
Картапа — деревня в Камско-Устьинском районе Татарстана. Входит в состав Старобарышевского сельского поселения.

## География
Деревня расположено на реке Сухая Улема, в 43 км к северо-западу от посёлка городского типа Камское Устье.

## История
Основана в XVII веке. В дореволюционных источниках известно также под названием Картана. 
В XVIII - первой половине XIX века жители относились к категории государственных крестьян. Занимались земледелием, разведением скота, кирпичным, овчинным, плотницким, шерстобитным, портняжным и лесным промыслами. 
В «Списке населенных мест по сведениям 1859 года», изданном в 1866 году, населённый пункт упомянут как казённая деревня Картапа 1-го стана Тетюшского уезда Казанской губернии. Располагалась при реке Малой Улеме, по левую сторону Казанского торгового тракта, в 43 верстах от уездного города Тетюши и в 45 верстах от становой квартиры в казённом селе Новотроицкое (Сюкеево). В деревне, в 66 дворах проживали 432 человека (215 мужчин и 217 женщин), была мечеть.
В 1911 году в деревне было открыто медресе.
В начале 20 века в деревне также функционировали мечеть, кузница, ветряная мельница, 2 крупообдирки, 3 мелочные лавки. В этот период земельный надел сельской общины составлял 950,8 десятины. 
До 1920 года деревня входила в Старо-Барышевскую волость Тетюшского уезда Казанской губернии. С 1920 года в составе Тетюшского, с 1927 - Буинского кантонов ТАССР. С 10.08.1930 в Камско-Устьинском, с 10.02.1935 в Теньковском, с 16.07.1958 в Камско-Устьинском, с 01.02.1963 в Тетюшском, с 12.01.1965 в Камско-Устьинском районах.
В 1930 году в деревне был организован первый колхоз, в 1994—2003 годах в составе ассоциации крестьянских хозяйств «Уныш», в 2003—2009 — сельскохозяйственного производственного кооператива «Уныш».
До 2020 года работала начальная школа (филиал Староказеевской средней школы).

## Население
| 1782 | 1859 | 1897 | 1908 | 1920 | 1926 | 1949 |
| ---- | ---- | ---- | ---- | ---- | ---- | ---- |
| 11   | ↗413 | ↗732 | ↗845 | ↗865 | ↘600 | ↘411 |
| 1958 | 1976 | 1979 | 1989 |      |      |      |
| ↗468 | ↘391 | ↘327 | ↘252 |      |      |      |

| 2002 | 2010 | 2017 |
| ---- | ---- | ---- |
| 199  | 158  | 136  |

Национальный состав села — татары.

## Экономика
Жители занимаются в основном сельским хозяйством в отделении «Барышево» общества с ограниченной ответственностью «Агрофирма «Буртасы».

## Инфраструктура
В деревне действуют дом культуры, фельдшерско-акушерский пункт.

## Религия
Мечеть «Талгат» (с 2015 г.).